# Agota Kristof
Dans le nom hongrois Kristóf Ágota, le nom de famille précède le prénom, mais cet article utilise l’ordre habituel en français Ágota Kristóf, où le prénom précède le nom.
Ne doit pas être confondu avec Agatha Christie.
Agota Kristof, née le 29 octobre 1935 à Csikvánd (Hongrie) et morte le 27 juillet 2011  à Neuchâtel (Suisse), est une écrivaine, poétesse, romancière et dramaturge suisse. Elle a écrit la plus grande partie de son œuvre en français, qui est sa langue d'adoption, cette langue qu'elle appelle « ennemie », au lieu du hongrois, sa langue maternelle.

## Biographie
Agota Kristof (en hongrois Kristóf Ágota) naît et grandit en Hongrie. Son père, Kálmán Kristóf, est instituteur ; sa mère, Antónia Turchányi, enseigne les arts ménagers. Elle étudie d'abord à Kőszeg, où sa famille s’installe en 1944, puis à Szombathely, où elle obtient un baccalauréat scientifique en 1954.
À l'âge de 21 ans, en 1956, Agota Kristof quitte la Hongrie, alors que la révolution des Conseils ouvriers de 1956 est écrasée par l'armée soviétique. Agota Kristof, son mari, qui était son professeur d'histoire, et leur fille âgée de quatre mois seulement s'enfuient vers Neuchâtel en Suisse où elle travaille dans une usine d’horlogerie à Fontainemelon, tout en écrivant des poèmes le soir. Son œuvre littéraire est alors marquée par cette migration forcée, et est écrite dans sa langue d'adoption, le français.
Dramaturge à ses débuts, elle va surtout connaître un grand succès avec « La trilogie des jumeaux », traduite dans de nombreuses langues. Elle a ainsi reçu le Prix littéraire européen d'ADELF pour le premier tome, Le Grand Cahier, en 1986. Ensuite, le deuxième tome La Preuve est publié en 1988. Le prix du Livre Inter couronne le dernier tome, Le Troisième Mensonge, en 1992. De plus, elle reçoit en 2008, le prix de l'État autrichien pour la littérature européenne pour l'ensemble de son œuvre. Enfin, Agota Kristof obtient le prix Gottfried-Keller en 2001 et le prix Schiller en 2005.
Deux fois divorcée, Agota Kristof est mère de trois enfants ; mais elle parle très peu de sa vie familiale et personnelle dans l'ensemble de son œuvre. Elle décède en Suisse le 27 juillet 2011, à l'âge de 75 ans. Ses cendres sont transférées dans son pays d'origine, la Hongrie, dans la ville de Kőszeg, où elle a vécu une partie de sa jeunesse.
Le fonds d'archives d'Agota Kristof se trouve aux Archives littéraires suisses à Berne.

## Le Grand Cahieret «l'affaire d'Abbeville»
Malgré un grand succès planétaire, le premier tome de ce que l'on surnomme « la Trilogie des jumeaux » s'est également fait connaître à cause d'une affaire judiciaire.
Le 23 novembre 2000, des policiers de la ville d'Abbeville interpellent un jeune professeur de collège. Cette arrestation a eu lieu à la suite de plaintes de quelques parents d'élèves d'une classe de troisième avec laquelle l’enseignant étudiait le roman en question. Les parents d’élèves considéraient que l'œuvre d'Agota Kristof était pornographique. Pourtant, Le Grand Cahier était déjà jugé comme étant un classique de la littérature et de nombreuses classes de collège et de lycée l'avaient déjà étudié.
Grâce au soutien d'un large groupe de personnes, cette affaire fut vite classée sans suite. Cependant, elle est un nouvel épisode du débat de la censure de la littérature ainsi que celui du débat quant à l'acte de lecture et de compréhension d'un ouvrage littéraire. Annie Rolland a consacré un chapitre à l'affaire dans son essai nommé Qui a peur de la littérature ado ?  en 2008.

## Les langues (hongroise et française) et les identités
Agota Kristof, en arrivant en Suisse francophone, adopte la langue de ce territoire, le français. Ses œuvres littéraires ne sont donc pas écrites dans sa langue maternelle, le hongrois, mais dans sa langue d'adoption, le français. Le français n'a donc pas été délibérément choisi par l'écrivaine, mais cette dernière a dû apprendre cette nouvelle langue, en arrivant par hasard dans la partie francophone de la Suisse. En effet, les exilés étaient placés dans les différentes villes et villages.
L’autrice explicite son lien douloureux avec les langues qu’elle côtoie tout au long de sa vie, notamment au sein de son œuvre autobiographique nommée L’Analphabète. De nombreuses études sur l'écrivaine se sont penchées sur cette question du choix de la langue d'écriture dans les écrits d'Agota Kristof. Aux yeux de cette dernière, le fait d’avoir quitté la Hongrie signifiait d’abord perdre sa langue maternelle, le hongrois, et en faire ainsi le deuil. C’est notamment ce que développe Valérie Petitpierre dans son ouvrage D’un exil l’autre : les détours de l'écriture dans la Trilogie romanesque d'Agota Kristof. Ainsi, le passage d’un pays à un autre est significatif quant à la transition d’une manière de s’exprimer à une autre. Comme Agota Kristof associe sa langue et son identité, la langue française (langue inconnue jusqu’à son arrivée en Suisse) peut difficilement permettre de parler de soi, puisqu’elle n’est pas maîtrisée et parce qu'elle ne deviendra jamais tout à fait sa langue maternelle. Le français est d'ailleurs qualifié de « langue ennemie » dans L'Analphabète. Cette vision négative du français est principalement due à l'acharnement ressenti par l'écrivaine pour pouvoir s'exprimer dans sa langue d'adoption. Ce que Agota Kristof regrette principalement, c'est que sa lutte pour réussir à parler correctement français détruisait son souvenir du hongrois. Le français est donc perçu comme l'ennemi de l'autrice puisqu'il la rend analphabète.
À la fin de sa vie, l’autrice s'est rendu compte que la langue française ne lui permettait pas de dresser un autoportrait satisfaisant, et considérait qu’elle se construisait une identité toujours fausse et déviante. Agota Kristof a alors choisi de cesser d’écrire en français et par conséquent d'abandonner ce qu’elle pense être un mensonge identitaire. Elle retrouve ainsi sa langue maternelle, le hongrois, et sa véritable identité. En plus d'avoir laissé de côté sa langue d'adoption, Agota Kristof ne ressent plus le besoin d'écrire, sans expliquer pourquoi. Ses productions la laissent alors indifférente, puisqu'elles seraient artificielles. C'est pourquoi elle vend aux Archives littéraires suisses l'ensemble de ses manuscrits, sa machine à écrire ainsi que son dictionnaire bilingue hongrois-français. Seul son journal a été brûlé par ses soins car il ravivait trop de souvenirs douloureux qu'elle ne souhaitait pas partager.

## Récompenses
- 1986, Prix européen de l’ADELF
- 1988, Prix Schiller
- 1988, Ruban de la Francophonie
- 1992, Prix du livre inter
- 1998, Prix Alberto Moravia
- 2001, prix Gottfried-Keller
- 2005, Prix Schiller pour l'ensemble de son œuvre
- 2006, Preis der SWR-Bestenliste[14]
- 2008, Prix de l'État autrichien pour la littérature européenne[15]
- 2009, Prix de l'institut neuchâtelois
- 2011, Prix Kossuth de l'État hongrois[16]

## Publications

### Théâtre
- John et Joe (1972) Création Neuchâtel, 1975
- La Clé de l'ascenseur (1977) Création 1990
- Un rat qui passe (1972, version définitive 1984) Création 1993
- L'Heure grise ou le dernier client (1975, version définitive 1984) Création Neuchâtel, 1990
- Le Monstre
- La Route
- L'Épidémie
- L'Expiation
- Line, le temps (2006)

Recueils :
- L'Heure grise, et autres pièces, Seuil, 1998,  (ISBN 978-2020344838).
- Le Monstre, et autres pièces, Seuil, 2007,  (ISBN 978-2020943352).

### Romans et nouvelles
- « La trilogie des jumeaux » :
  - Le Grand Cahier, Seuil, 1986 (ISBN 978-2020239264), prix littéraire européen d'ADELF.
  - La Preuve, Seuil, 1988 (ISBN 978-2020239271).
  - Le Troisième Mensonge, Seuil, 1991 (ISBN 978-2020135030), prix du Livre Inter 1992.
- Hier, Seuil, 1995 (ISBN 978-2020301015).
- L'Analphabète, Éditions Zoé, 2004 (ISBN 978-2881825125), adapté au théâtre par Sifiane El Asad en 2008 sous le titre Je lis.
- C'est égal, nouvelles, Seuil, 2005 (ISBN 978-2020859615).
- Où es-tu Mathias ?, Éditions Zoé, 2006 (ISBN 978-2881825484).

### Poèmes
- Clous, Éditions Zoé, 2016,Traduit du hongrois par Maria Maïlat (ISBN 978-2881829581)[17]

## Adaptation de son œuvre au cinéma
- 2013 : Le Grand Cahier, film franco-germano-austro-hongrois coécrit et réalisé par János Szász.